# Tsultrim Gyatso
Tsultrim Gyatso var den tionde inkarnationen av Dalai Lama i Gelug-skolan i den tibetanska buddhismen.
När den nionde Dalai Lama avled 1816 ville de tibetanska myndigheterna och den manchuiske ståthållaren i Lhasa förbigå det lottningsförfarande som Qianlong-kejsaren anbefallt 1793 och istället utse en pojke de identifierat i östra Tibet till Dalai Lama. Den regerande Jiaqing-kejsaren avslog dock deras begäran och krävde att den nya Dalai Lama skulle utses genom lottning i Peking. Kejsaren avled dock sommaren 1820 och lottningen genomfördes under hans efterföljare Daoguang-kejsaren. Tre möjliga kandidater deltog i lottningen 1822, som identifierade en pojke från Lithang som Dalai Lamas inkarnation. Han kröntes i Potalapalatset 1822.
Han försökte genomföra ekonomiska reformer i Tibet, men fick inte se dessa fullbordas under sin livstid då han avled på grund av dålig hälsa 1837.